# Стартовый комплекс
Ста́ртовый ко́мплекс — сооружение, откуда стартует ракета-носитель, а также объекты, обеспечивающие доставку на стартовую площадку, проверку, заправку, подготовку и запуск космических аппаратов (ракет-носителей). 
На космодроме могут находиться один или несколько стартовых комплексов.
Для пусков на море применяется Морской старт.

## Конструкция

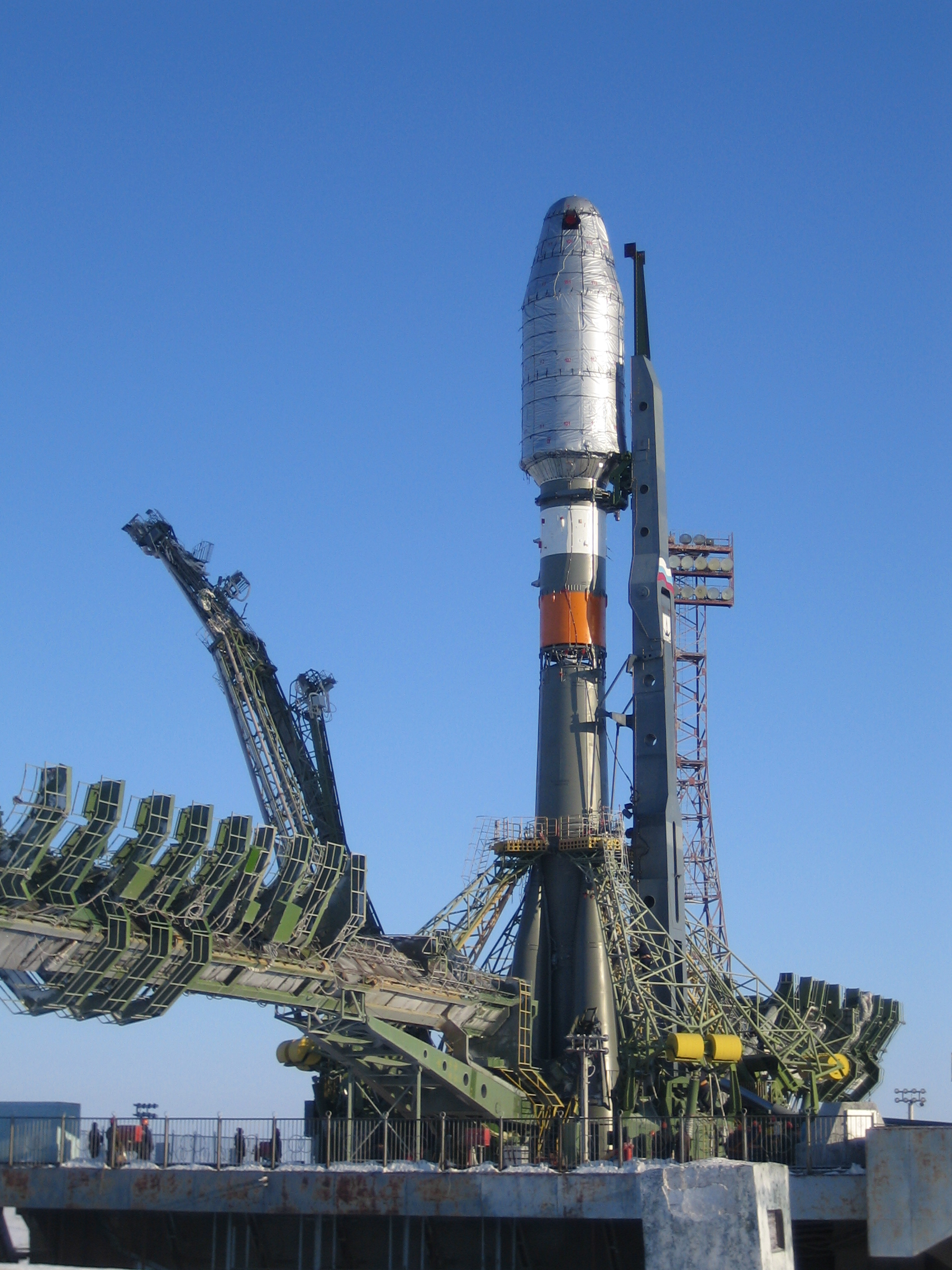
РН «Союз-2» на площадке (стартовом комплексе) № 31 космодрома «Байконур»

Из МИКа (монтажно-испытательный корпус) ракета по железнодорожным или автодорожным подъездным путям доставляется и устанавливается в вертикальном положении на пусковом столе (стартовой платформе), под которым после включения двигательных установок ракеты может находиться газоотводный канал с газоотражателем, выдерживающий температуру и давление отходящих во время старта газов. 
Для вертикальной установки ракеты обычно используются портальные краны или домкраты, в составе стартового комплекса или же устройства транспортировки ракеты.
Стартовый стол (пусковой стол)
На пусковом столе технологические фермы (башни) обеспечивают жёсткое закрепление ракеты в вертикальном положении до момента старта; в момент старта они отсоединяются (отклоняются) от ракеты под действием оной.
Предполётное обслуживание ракеты-носителя может осуществляться при помощи башни обслуживания, которая устанавливается вплотную к ракете-носителю на пусковом столе (рабочие площадки башни обслуживания соединены лестницами и/или лифтом) и обеспечивает доступ практически к любому узлу ракеты-носителя (летательного аппарата), во время старта (за короткое время до старта) башня обслуживания, как правило, отклоняется ("отводится") от ракеты.
С помощью кабель-мачт, к бортовым разъёмам комплекса ракета-носитель/летательный аппарат подсоединяются разъёмы подачи электроэнергии, наземных систем автоматизированного контроля и управления стартом. Кабель-мачты автоматически отсоединяются от комплекса ракета-носитель/летательный аппарат при старте.
Подземные коммуникации обеспечивают подачу компонентов топлива (горючего и окислителя) на стартовую позицию, где с помощью заправочных кабель-мачт производится заливка в баки ракеты-носителя. При использовании криогенного топлива — жидкого водорода и кислорода — в составе стартового комплекса необходима установка по производству или хранилище этих компонентов (вследствие их постоянного испарения).
Большие объёмы воды в башнях на стартовом комплексе часто используются, чтобы заглушить звуковые волны при старте, а также могут быть использованы в системе аварийного пожаротушения.